# Manuel Uribe Garza
Manuel Uribe Garza (Monterrey, Nuevo León, 11 de junio de 1965 - ibídem, 26 de mayo de 2014) fue un ciudadano mexicano que en su momento llegó a ser el hombre más obeso del mundo, alcanzando un peso máximo de 597 kg (1320 lb).
Uribe Garza fue la tercera persona más pesada de la historia, solo superado por Jon Brower Minnoch y Khalid bin Mohsen Shaari.

## Biografía
Manuel Uribe afirmó que cuando estaba creciendo era normal, aunque con un poco de sobrepeso. A partir de sus 20 años comenzaron sus graves problemas. En 1987 se casó y se trasladó a los Estados Unidos en busca de oportunidades de empleo. Manuel y su esposa se instalaron en Dallas, donde trabajaba en la reparación de máquinas de escribir. La naturaleza de este oficio exigía a Manuel pasar sus días sentado. Él dijo: “La vida en los Estados Unidos es así; pasas del escritorio al auto. Yo solía conducir mi coche al trabajo y viceversa, por lo que no hacía ningún tipo de ejercicio”.
Manuel residía en Monterrey, Nuevo León, México, con su madre de 62 años de edad, Otilia. Estaba permanentemente en una cama, en la que comía, hacía sus necesidades fisiológicas y se aseaba. Manuel había declarado que adelgazaría en poco tiempo.

## Documental
En marzo de 2007, Manuel estableció el objetivo de reducir su peso a 120 kilogramos. En 2010 logró bajar entre 230 y 250 kg con ayuda médica y una dieta especializada llamada la Dieta de la Zona. Manuel fue presentado por Discovery Channel como "el hombre más pesado del mundo", en el año 2007, en un documental televisivo para toda América acerca de su vida y las limitaciones que el sobrepeso le producía.

## Fundación Manuel Uribe
Con el objetivo de crear conciencia sobre el tema y la problemática de la obesidad, Manuel Uribe creó una fundación que lleva su nombre.

## Cambio de dieta
Después de 7 años de seguir la Dieta de la Zona, Manuel renuncia al programa nutricional y en junio de 2013, firma un acuerdo notariado para deslindar responsabilidades. 
Fue entonces cuando decide cambiar a otra compañía de vitaminas y suplementos.

## Muerte
Manuel Uribe falleció el 26 de mayo de 2014, alrededor de las 09:00 horas (hora local de Monterrey, México), en el Hospital Universitario, a los 48 años de edad. Según informó el subdirector del centro médico mencionado, Edelmiro Pérez Rodríguez, una insuficiencia renal le provocó infección en las extremidades. El médico indicó en su certificado médico como causa de muerte paro cardiorrespiratorio como consecuencia de complicaciones cardíacas por su obesidad mórbida. El cuerpo de Manuel Uribe fue trasladado sobre una grúa en la misma cama, cubierto con una lona azul, desde el Hospital Universitario, en Monterrey, al crematorio en Santa Catarina, Nuevo León.